# Google Buzz
Google Buzz foi um produto do Google. O serviço fornecia ao usuário ferramentas de redes sociais como, por exemplo, divulgação de links, atualização de status e chat em forma de comentários, por meio da interface do Gmail. Os links e as mensagens compartilhadas com seus seguidores aparecem na mesma interface de usuário junto com a caixa postal de entrada. O Google lançou o Google Buzz em 9 de fevereiro de 2010 pra tentar atingir o publico alvo, que na época maioria estava no Twitter, e também ser o substituto do fracasso Google Wave.
Quando o Buzz foi lançado, tinha sérios problemas de privacidade, tinha uma função que vinha ativado por padrão, onde o Buzz seguia automaticamente os usuários que você mais conversava por e-mail, além de exibir seu perfil do Google sem sua permissão, assim revelando algumas informações confidenciais de usuários, também o Google Buzz automaticamente adicionou um ex-namorado abusivo de uma usuária e expôs suas comunicações do parceiro atual para ele. Dias depois o Google tiraram essa ferramenta mas, era tarde demais, e o Google Buzz foi extremamente criticado na época. 
E em 14 de outubro de 2011 o Google anunciou que o Google Buzz seria descontinuado, Segundo o Google foi para focar em outros projetos importantes, entre eles o Google+, Chrome, Android e entre outros. Foi no dia 15 de dezembro de 2011 onde o Google Buzz foi extinto de fato sem marcar saudade, e o Google+ foi considerado o sucessor do Buzz, sendo descontinuado em 2 de Abril de 2019.